# Trenckova rokle
Trenckova rokle este o arie protejată (arie specială de conservare — SAC, sit de importanță comunitară — SCI) din Republica Cehă întinsă pe o suprafață de 19,01 ha, integral pe uscat.

## Localizare
Centrul sitului Trenckova rokle este situat la coordonatele 49°24′30″N 16°16′01″E / 49.408333°N 16.266944°E.

## Înființare
Situl Trenckova rokle a fost declarat sit de importanță comunitară în aprilie 2005 pentru a proteja 1 specie de plante. Situl a fost protejat și ca arie specială de conservare în noiembrie 2012.

## Biodiversitate
Situată în ecoregiunea continentală, aria protejată nu include niciun habitat protejat.
La baza desemnării sitului se află o specie protejată de  plante: Buxbaumia viridis.